# ديسو
ديسو (بالإيطالية: Diso)‏ هي بلدة وبلدية في مقاطعة ليتشي في إقليم بوليا في جنوب إيطاليا.

## السكان
في سنة 1861 بلغ عدد السكان 1٬871 نسمة، وتطور العدد ليصل في سنة 2011 لـ 3٬073 نسمة.
يظهر هذا المخطط البياني تطور النمو السكاني لـ ديسو

## أعلام
- جوزيبي برتولوتشي